# Foramen épineux
Le foramen épineux (ou trou petit rond) est une ouverture osseuse située dans la grande aile de l'os sphénoïde qui relie la fosse crânienne moyenne à la fosse infratemporale.

## Structure
Le foramen épineux est situé 2 à 3 mm en arrière du foramen ovale et en avant de l'épine de l'os sphénoïde.

### Variation
Le foramen épineux varie en taille et en emplacement.
Il est rarement absent, généralement unilatéral. En cas d'absence, l'artère méningée moyenne pénètre dans la cavité crânienne par le foramen ovale.
Il peut être incomplet, ce qui peut se produire chez près de la moitié de la population. A l'inverse, dans une minorité de cas (moins de 1 %), elle peut également être dupliquée, notamment lorsque l'artère méningée moyenne est également dupliquée.
Le foramen peut traverser le sphénoïde au sommet de l'apophyse épineuse ou le long de sa surface médiale.

## Embryologie
Chez le nouveau-né, le foramen épineux mesure environ 2,25 mm de long et chez l'adulte environ 2,56 mm.
La largeur du foramen s'étend de 1,05 mm à environ 2,1 mm chez les adultes.
Le diamètre moyen du foramen épineux est de 2,63 mm chez l'adulte.
La première formation en forme d'anneau parfait du foramen épineux a été observée au cours du huitième mois après la naissance et des sept dernières années après la naissance dans une étude du développement du foramen rond, du foramen ovale et du foramen épineux. La majorité des foramens dans les études sur le crâne étaient de forme ronde.
Le ligament sphéno-mandibulaire dérivé du premier arc branchial généralement attaché à la l'épine de l'os sphénoïde, peut se trouver attaché au bord du foramen,.

## Rôle
Le foramen épineux permet le passage de l'artère méningée moyenne, de la veine méningée moyenne et généralement du rameau méningé du nerf mandibulaire (il passe parfois par le foramen ovale),.

## Anatomie comparée
Chez d'autres grands singes, le foramen épineux ne se trouve pas dans le sphénoïde, mais dans des parties de l'os temporal comme l'écaille au niveau de la avec l'os sphénoïde, ou absente,.

## Aspect clinique
Le foramen épineux est souvent utilisé comme repère en neurochirurgie, en raison de ses relations étroites avec les autres foramens crâniens.
Comme point de repère, le foramen épineux révèle les positions des autres foramens crâniens, du nerf mandibulaire et du ganglion trijumeau, du foramen ovale et du foramen rond.
C'est un repère pertinent pour obtenir une hémostase lors d'une intervention chirurgicale , pour la ligature de l'artère méningée moyenne.
Il est également utile en chirurgie traumatologique pour réduire les hémorragies dans le neurocrâne ou pour l'ablation du processus pyramidal de l'os palatin.

## Histoire
Le foramen épineux a été décrit pour la première fois par l'anatomiste danois Jakob Benignus Winslow au XVIIIe siècle. Il est ainsi nommé en raison de sa relation avec l'apophyse épineuse de la grande aile de l'os sphénoïde.
Cependant, en raison d'une déclinaison incorrecte du nom, le sens littéral est "trou plein d'épines" ( latin : foramen spinosum  ). Le nom correct, mais inutilisé, serait en fait foramen spinae.

## Galerie

Surface interne de la base du crâne, montrant les foramens crâniens.